# Baynes Bat
Baynes Bat — британский экспериментальный планёр времен Второй мировой войны. Разработанный Л. Е. Бейнсом, планёр был построен для исследования компоновки летающее крыло и предполагался в качестве средства для десанта легких танков (концепция десантирования, известная как «летающий танк»).

## Подобные проекты
- Антонов А-40
- Maeda Ku-6 Sora-Sha